# Mpongwe
Mpongwe – grupa etniczna w Gabonie, najstarsi znani mieszkańcy okolic Estuaire du Gabon. Ich język identyfikuje ich jako odłam ludu Myènè z grupy Bantu, zamieszkującego pobliskie tereny przypuszczalnie już od 2 tys. lat, chociaż same klany Mpongwe prawdopodobnie zaczęły napływać dopiero w XVI stuleciu, korzystając z możliwości handlu z Europejczykami. Mpongwe stopniowo stali się pośrednikami między ludami wybrzeża i wnętrza lądu, takimi jak Bakèlè i Séké. Od lat 70. XVIII wieku zajmowali się także handlem niewolnikami. W latach 30. XIX wieku handlowali również hebanem, kauczukiem i kością słoniową w zamian za ubrania, żelazo, broń palną i alkohol. 
W latach 40. XIX wieku, kiedy do Gabonu przybyli amerykańscy i misjonarze i francuskie oddziały marynarki wojennej, Mpongwe liczyli 6–7 tys. wolnych i ok. 6 tys. niewolników, skupionych w kilkunastu klanach. Cztery klany miały dominującą pozycję – Asiga i Agulamba na południowym wybrzeżu Estuarie du Gabon oraz Agekaza-Glass i Agekaza-Quaben na północnym wybrzeżu. Na czele każdego z tych klanów stał oga, którego tytuł tłumaczony był na języki europejskie jako „król”, jednak przywództwo klanów było w większości oligarchiczne.
Francuzi skorzystali z odwiecznej rywalizacji klanów, żeby umocnić swoje wpływy w tym regionie. „Król Denis” (Antchouwé Kowe Rapontchombo) z klanu Asigas przekonał Francuzów do rezygnacji z wykorzystania jego ziemi, „król Glass” (R'Ogouarowe) z klanu Agekaza-Glass poddał się po bombardowaniach w 1845 roku, a „król Louis” (Anguilé Dowe) z klanu Agekaza-Quaben oddał wioskę Okolo, pozwalając Francuzom zbudować tam Fort d'Aumale w 1843 roku.
Zniesienie niewolnictwa i bezpośredni kontakt Europejczyków z ludami wnętrza lądu uszczupliły majątek Mpongwe, jednocześnie jednak szkoły misjonarskie umożliwiały młodym członkom plemienia pracę dla kolonialnego rządu i przedsiębiorstw. Liczebność Mpongwe spadła gwałtownie w II połowie XIX wieku w wyniku epidemii ospy. Dane szacunkowe z 1884 roku wskazują na liczebność rzędu 3 tys. osób. 
Nasilające się na początku XX wieku migracje Fangów zmusiły Mpongwe to porzucenia wiejskiego trybu życia. Wielu Mpongwe znalazło zatrudnienie w kolonialnych władzach francuskich, a później władzach niepodległego Gabonu.